# Fale bardzo długie

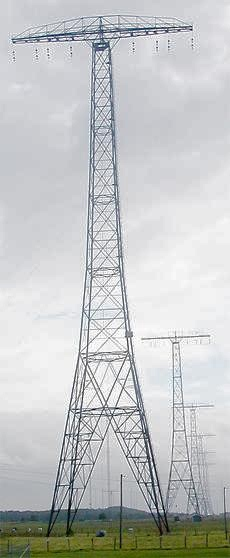
Maszty antenowe nadajnika fal VLF w Grimeton (Szwecja)

Fale bardzo długie (fale myriametrowe, VLF – z ang. very low frequency) – zakres fal radiowych o częstotliwości: 3–30 kHz (długości 10–100 km).

## Propagacja fal bardzo długich
Fale bardzo długie w wyniku bardzo małego tłumienia i dużej dyfrakcji rozchodzą się na duże odległości za pomocą fali powierzchniowej. Ulegają również odbiciu od najniższych warstw jonosfery o bardzo niskiej gęstości elektronowej i praktycznie nie wnikają dalej. W ciągu dnia odbijają się od dolnej części warstwy D, a nocą, gdy warstwa D zanika, od warstwy E. W odległości 1000–2000 km do nadajnika natężenie pola fali jonosferycznej przewyższa natężenie pola fali powierzchniowej. Zasięg fal bardzo długich jest duży i wynosi, zarówno w dzień i w nocy, kilka tysięcy kilometrów.

## Wykorzystanie
Ponieważ fale VLF mogą przenikać przez wodę morską, są wykorzystywane do komunikacji z okrętami podwodnymi zanurzonymi na niewielkich głębokościach. W Oceanie Atlantyckim, gdzie zasolenie wynosi 3,2%, fale VLF mogą przenikać na głębokość 10-20 metrów; przy mniejszym zasoleniu, np. w Morzu Śródziemnym czy Bałtyckim ten sam sygnał może przeniknąć na głębokość ponad 40 metrów. Fale VLF stosowane są również w elektromagnetycznych badaniach geofizycznych, jak również w systemach nawigacyjnych dalekiego zasięgu, np. RSDN-20.
| Znak identyfikacyjny | Częstotliwość | Moc nadajnika | Lokalizacja nadajnika          | Uwagi                                                              |
| -------------------- | ------------- | ------------- | ------------------------------ | ------------------------------------------------------------------ |
| –                    | 11,905 kHz    |               | Rosja (różne lokalizacje)      | system nawigacji RSDN-20 („Alpha”)                                 |
| –                    | 12,649 kHz    |               | Rosja (różne lokalizacje)      | system nawigacji RSDN-20 („Alpha”)                                 |
| –                    | 14,881 kHz    |               | Rosja (różne lokalizacje)      | system nawigacji RSDN-20 („Alpha”)                                 |
| VTX1                 | 16,3 kHz      | 45 kW         | Vijayanarayanam (Indie)        | Indyjska Marynarka Wojenna                                         |
| JXN                  | 16,4 kHz      |               | Helgeland (Norwegia)           | Norweska Marynarka Wojenna                                         |
| VTX2                 | 17 kHz        |               | Vijayanarayanam (Indie)        | Indyjska Marynarka Wojenna                                         |
| SAQ                  | 17,2 kHz      |               | Grimeton (Szwecja)             | uruchamiany przy specjalnych okazjach (Alexanderson Day)           |
| RDL                  | 18,1 kHz      |               | Rosja (różne lokalizacje)      | Rosyjska Marynarka Wojenna                                         |
| HWU                  | 18,3 kHz      |               | Le Blanc (Francja)             | Francuska Marynarka Wojenna                                        |
| NWC                  | 19,8 kHz      | 1000 kW       | Exmouth (Australia)            | komunikacja podwodna, 1 MW                                         |
| ICV                  | 20,27 kHz     | 20/43 kW      | Tavolara (Włochy)              | Włoska Marynarka Wojenna                                           |
| HWU                  | 20,9 kHz      |               | Le Blanc (Francja)             | Francuska Marynarka Wojenna                                        |
| RDL                  | 21,1 kHz      |               | Rosja (różne lokalizacje)      | Rosyjska Marynarka Wojenna                                         |
| NPM                  | 21,4 kHz      | 566 kW        | Lualualei (Hawaje)             | Marynarka Wojenna Stanów Zjednoczonych                             |
| HWU                  | 21,75 kHz     |               | Le Blanc (Francja)             | Francuska Marynarka Wojenna                                        |
| GQD                  | 22,1 kHz      | 500 kW        | Anthorn (Wielka Brytania)      | Marynarka Wojenna Wielkiej Brytanii                                |
| HWU                  | 22,6 kHz      |               | Rosnay (Francja)               | Francuska Marynarka Wojenna                                        |
| DHO38                | 23,4 kHz      | 800 kW        | koło Rhauderfehn (Niemcy)      | komunikacja podwodna (NATO)                                        |
| NAA                  | 24 kHz        | 1000 kW       | Cutler, Maine (USA)            | komunikacja podwodna, 2 MW, Marynarka Wojenna Stanów Zjednoczonych |
| NLK                  | 24,8 kHz      | 500 kW        | Jim Creek, Washington (USA)    | Marynarka Wojenna Stanów Zjednoczonych                             |
| NML                  | 25,2 kHz      | 500 kW        | Lamoure, Dakota Północna (USA) | Marynarka Wojenna Stanów Zjednoczonych                             |
| TBB                  | 26,7 kHz      |               | Bafa (Turcja)                  | Turecka Marynarka Wojenna                                          |